# 6274 Тайдзабуро
6274 Тайдзабуро (6274 Taizaburo) — астероїд головного поясу, відкритий 23 березня 1992 року.
Тіссеранів параметр щодо Юпітера — 3,695.
Названо на честь Тайдзабуро (яп. たいざぶろう(泰三郎) тайдзабуро:).